# Wydział Nauk Społecznych Uniwersytetu Warmińsko-Mazurskiego
Wydział Nauk Społecznych Uniwersytetu Warmińsko-Mazurskiego w Olsztynie – jeden z szesnastu wydziałów Uniwersytetu Warmińsko-Mazurskiego w Olsztynie.

## Historia Wydziału
Wydział Pedagogiki i Wychowania Artystycznego powstał 1 września 1999 roku, wraz z utworzeniem Uniwersytetu w Olsztynie. Został powołany z trzech różnych podmiotów organizacyjnych: Wydziału Pedagogicznego WSP, Wydziału Wychowania Artystycznego WSP oraz Instytutu Nauk o Wychowaniu ART. Następnie w 2004 roku w jego struktury włączono Katedrę Socjologii i Instytut Nauk Politycznych, które wcześniej były w strukturze Wydziału Humanistycznego. Zmianie uległa również jego nazwa na Wydział Nauk Społecznych i Sztuki. Obecna jego nazwa to Wydział Nauk Społecznych nadana 1 października 2008 roku.
Z kolei 1 stycznia 2009 ze struktury wydziałowej wyłączono Instytut Sztuk Pięknych oraz Instytut Muzyki, które utworzyły osobną jednostkę - Wydział Sztuki.
WNS posiada uprawnienia do nadawania stopnia naukowego doktora i doktora habilitowanego w dziedzinie nauk humanistycznych w zakresie pedagogiki oraz do nadawania stopnia naukowego doktora w dziedzinie nauk społecznych w dyscyplinie nauki o polityce.
1 października 2010 roku uruchomiony został kierunek Praca socjalna, po tym, jak okazało się, że specjalność na kierunku pedagogika - pedagogika pracy socjalnej, nie daje studentom Uniwersytetu uprawnień do wykonywania zawodu pracownika socjalnego, zgodnie z Ustawą o pomocy społecznej z 2004 roku oraz rozporządzeniu do niej. 

## Kierunki kształcenia
Dostępne kierunki:
- Analityka i zarządzanie publiczne (studia I i II stopnia)
- Bezpieczeństwo narodowe (studia I i II stopnia)
- Pedagogika (studia I i II stopnia)
- Pedagogika przedszkolna i wczesnoszkolna (studia jednolite magisterskie)
- Pedagogika specjalna (studia jednolite magisterskie)
- Politologia i stosunki międzynarodowe (studia I i II stopnia)
- Praca socjalna (studia I stopnia)
- Psychologia (studia jednolite magisterskie)
- Socjologia (studia I stopnia)

## Poczet dziekanów
1. prof. dr hab. Andrzej Olubiński (2008–2012)
2. dr hab. Małgorzata Suświłło (2012–2016)
3. dr hab. Sławomir Przybyliński (2016–2018)
4. dr hab. Joanna Ostrouch-Kamińska (od 2019)

## Władze Wydziału
W kadencji 2020–2024:
| Stanowisko                 | Imię i nazwisko                  |
| -------------------------- | -------------------------------- |
| Dziekan                    | dr hab. Joanna Ostrouch-Kamińska |
| Prodziekan ds. studenckich | dr hab. Marcin Chełminiak        |
| Prodziekan ds. kształcenia | dr Beata Adrjan                  |

## Struktura organizacyjna

### Instytut Nauk Politycznych
Dyrektor: prof. dr hab. Arkadiusz Żukowski
- Katedra Nauk o Polityce i Nauk o Bezpieczeństwie
- Katedra Socjologii

### Instytut Nauk Pedagogicznych
Dyrektor: dr hab. Marzenna Nowicka
- Katedra Dydaktyki i Wczesnej Edukacji
- Katedra Psychologii Klinicznej, Rozwoju i Edukacji
- Katedra Pedagogiki Specjalnej i Resocjalizacji
- Katedra Pedagogiki Ogólnej i Opiekuńczej
- Katedra Pedagogiki Społecznej i Metodologii Badań Edukacyjnych